# Richard Portnow
Richard Portnow (26 de enero de 1947) es un actor estadounidense de cine y televisión.

## Biografía
Su familia entera es originaria de Brooklyn, Nueva York. Se graduó como actor en el Brooklyn College, nunca brilló durante esa época, y críticas que decían que «no tenía ninguna habilidad o talento» lo desanimaban para seguir su carrera como actor.
Portnow ha tenido variados trabajos, ha sido: camarero, vendedor de antigüedades, boxeador, traficante de droga, profesor de quinto grado en una escuela pública de Nueva York, fisioculturista, corredor de maratones, diseñador, gimnasta, extra en película, bailarín, etc.
Uno de los papeles por el que es conocido es el del abogado defensor Hal "Mel" Melvoin en la exitosa serie Los Soprano, donde debe sacar de prisión a Uncle Juniors (Corrado Soprano). Portnow ha interpretado este papel desde la primera temporada en el año 1999 hasta la quinta en el año 2004.
Interpretó al detective Mastrionotti en Barton Fink (1991), de los hermanos Coen, uno de los dos detectives encargados de investigar a Barton Fink. En 1995 apareció en Se7en, haciendo un breve papel como el médico encargado de tratar a una de las víctimas del asesino en serie. Otra de las películas importantes en donde participó fueron Fear and Loathing in Las Vegas (1998), Ghost Dog: The Way of the Samurai (1999), Say Anything... (1989), Días de radio (1987), Happy Accidents (2000) y Good Morning, Vietnam (1987) entre otras.
Además de su participación en Los Soprano, ha aparecido como invitado en otras series televisivas como Seinfeld, Spin City, NYPD Blue, The Shield y Walker, Texas Ranger.